# Blanka Šrůmová
Blanka Šrůmová (ur. 24 sierpnia 1965 w Pradze) – czeska piosenkarka.
Po zdaniu matury w średniej szkole pedagogicznej kontynuowała edukację na Wydziale Filozoficznym Uniwersytetu Karola, który opuściła po pięciu latach. Swoje umiejętności wokalne doskonaliła pod kierunkiem Laďki Kozderkovej i Josefa Rybički w Konserwatorium Ludowym im. Jaroslava Ježka. W 1985 roku rozpoczęła karierę zawodowej piosenkarki.
Była związana z zespołami Balet (jako wokalistka) i Jižní pól (jako klawiszowiec). Wraz z gitarzystą i kompozytorem Danielem Šustrem wykonała siedem albumów (pięć studyjnych i dwa na żywo). Gościła również na płytach grupy České srdce, Jiřego Vondráčka i Aleša Brichty. W 1991 roku zajęła drugie miejsce na międzynarodowym festiwalu w austriackiej Bregencji, gdzie wykonała utwór Cizí pohled.

## Dyskografia
- Někdo bude tě mít rád (z zespołem Balet, Supraphon 1987);
- Chci přežít (z zespołem Tichá dohoda, Arta Records 1990, ponowne wyd. Monitor 1995);
- Underpop (z zespołem Tichá dohoda, Bonton 1992);
- Unpluggag (z zespołem Tichá dohoda na żywo w teatrze Gag, Monitor EMI 1993);
- Tichá dohoda (Monitor EMI 1994);
- La Décadance (z zespołem Tichá dohoda, Monitor EMI 1995);
- Tichá dohoda Live in Lucerna Music Bar (Aion 1997);
- Psychoerotic Cabaret (z zespołem Blanka & The Shroom Party, Ilegal Records 1997);
- Válcovna vkusu s.r.o. (z zespołem Tichá dohoda, Sony Music Bonton 1998);
- Neviditelná (Sony Music Bonton 2000).

Źródło: